# Le Grand-Lucé
Le Grand-Lucé é uma comuna francesa na região administrativa do País do Loire, no departamento de Sarthe. Estende-se por uma área de 27.26 km². Em 2010 a comuna tinha 1 952 habitantes (densidade: 71,6 hab./km²).